# 冨永達
冨永 達（とみなが とおる、1955年 - ） は、日本の雑草学者。京都大学名誉教授。元日本雑草学会会長。

## 人物・経歴
京都府生まれ。1978年京都府立大学農学部農学科卒業。1980年京都大学大学院農学研究科修士課程修了、京都大学助手。1988年農学博士。1989年信州大学農学部講師。1990年信州大学農学部助教授。1997年京都府立大学農学部助教授。1998年京都府立大学農学部教授。2005年京都大学大学院農学研究科教授。2014年京都大学大学院農学研究科附属農場長、日本雑草学会会長。2021年京都大学名誉教授。

## 受賞
- 日本雑草学会学会賞奨励賞 1993[2]
- 信州農林科学振興会賞 1994[2]
- 日本雑草学会学会賞業績賞 2007[2]